# Трудовое (Сумская область)
Трудовое (укр. Трудове) — село,
Чернобровкинский сельский совет,
Путивльский район,
Сумская область,
Украина.
Код КОАТУУ — 5923888111. Население по переписи 2001 года составляло 25 человек.

## Географическое положение
Село Трудовое находится на расстоянии в 1 км от сёл Суворово, Зозулино, Голубково и Ильинское.
Рядом проходит автомобильная дорога Т-1911.

## История
В 1946 г. постановление ПВС УССР хутор Ляхов переименован в Трудовой.